# Коджаелі (півострів)
41°00′ пн. ш. 29°36′ сх. д. / 41° пн. ш. 29.6° сх. д.
Коджаелі́ (тур. Kocaeli) або Віфінський півострів — півострів у Туреччині, в північно-західній частині півострова Мала Азія. Відокремлює Чорне і Мармурове моря на азійському боці протоки Босфор. На півострові розташована азійська частина Стамбула, зокрема Ускюдар і місто Ізміт.

## Географія
Омивається Чорним морем на півночі, протокою Босфор на заході та Ізмітського затокою Мармурового моря на півдні. Босфор та Ізмітська затока є тектонічними розломами земної кори, тому півострів украй сейсмонебезпечний.
Довжина півострова сягає 75 км, ширина до 50 км. Недалеко від південного берега розташований архіпелаг Принцеві острови. Рельєф складають плато і невисокі пагорби, які є північно-західним краєм системи Понтійських гір. Найбільша висота над рівнем моря — 537 м. Віфінський півострів складається з кварцитів, вапняків, пісковиків. Основні річки: Ріва (Чаягзи), Агва і Джанак впадають у Чорне море ; Курбагалідере — у Мармурове море ; Гексу і Кучуксу — в Босфор. У центрі — водосховище Омерлі на річці Ріва.
Панує типово середземноморський клімат, хоча взимку часті холодні північні вітри з Чорного моря. Флору північної причорноморської частини складають листяні ліси, маквіс, біля теплішого південного берега, дуже зміненого під впливом людини, панують різного роду сільськогосподарські ландшафти, виноградники, плантації шовковиці.
Південь і південний схід півострова дуже щільно заселені і їх населення продовжує зростати. Основні міста — великі промислові центри Стамбул, Ізміт, Гебзе, Дариджа, Керфез.
Екологія півострова постійно погіршується. Проте, на південному узбережжі Коджаелі розташовані численні курорти та історичні заміські резиденції — яли (так звана «Анатолійська Рів'єра»).
Друга назва півострова походить від держави Віфінії, яка колись тут існувала.

## Історія
Віфінський півострів отримав важливе стратегічне значення в IV столітті, після перенесення столиці Римської імперії до міста Константинополь, оскільки розташовувався безпосередньо на схід від міста. У Середньовіччі для захисту столиці візантійці звели багато фортець, головною з яких була Нікомедія, розташована біля основи півострова. У 1204—1240 роках півострів контролювали хрестоносці (Латинська імперія). У 1240—1337 роках — греко-візантійські держави. У 1337—1338 роках півострів захопили і заселили турки-османи, які дали йому турецьку назву Коджаелі. У XIX столітті став місцем будівництва султанських дач.